# Russell Bufalino
Rosario Alberto (Russell) Bufalino (Montedoro, 29 oktober 1903 – Kingston, 25 februari 1994) was een Siciliaans-Amerikaanse maffiabaas. Hij was twee decennia lang hoofd van de misdaadfamilie Bufalino van Noordoost-Pennsylvania. Zijn bijnaam luidde The Quiet Don (Nederlands: De stille Don).

## Biografie

### Jeugd en beginjaren
Russell Bufalino werd in 1903 geboren in het Siciliaanse Montedoro. Samen met zijn familie emigreerde hij op jonge leeftijd naar Buffalo in de Amerikaanse staat New York. Reeds als tiener pleegde hij criminele feiten. Hij werkte ook regelmatig samen met maffiosi die later zouden uitgroeien tot prominente figuren binnen de misdaadfamilies van Buffalo en de stad New York. Zo had hij een goede band met John C. Montana, die eveneens afkomstig was van Montedoro en de onderbaas en consigliere van de misdaadfamilie van Buffalo werd.
Als jongeman was Bufalino betrokken bij criminele feiten als illegale gokspelen, afpersing, overvallen, diefstallen en schuldinning. Toen in 1919 de drooglegging van start ging in de Verenigde Staten, werd hij ook actief in de illegale drankhandel. Vanaf de jaren 1920 werkte hij samen met Joseph Barbara, een maffioso die actief was in het noorden van de staat New York. Toen Barbara in 1940 hoofd werd van de maffiafamilie van Noordoost-Pennsylvania, werd Bufalino gepromoveerd tot onderbaas. Naar aanleiding hiervan verhuisde hij met zijn echtgenote naar Kingston.
De misdaadorganisatie van Noordoost-Pennsylvania was relatief klein, maar had een goeie band met de organisatie van Buffalo en de New Yorkse familie Bonanno. Ze was verantwoordelijk voor de misdaadactiviteiten in Pittston, Scranton, Wilkes-Barre en enkele gebieden in Upstate New York. Daarnaast was de maffiafamilie ook werkzaam in gedeeltes van de staten New Jersey, Ohio en Florida.

### Conferentie van Apalachin
In november 1957 hielp Bufalino met het organiseren van een grote maffiabijeenkomst in Apalachin (New York), waar zijn baas Barbara een landgoed had. Zo'n honderd maffiosi van alle Amerikaanse misdaadfamilies woonden de Conferentie van Apalachin bij. Ook afgevaardigden van Canada en Sicilië waren aanwezig. Onder meer Vito Genovese, Carlo Gambino, Joe Bonanno, Sam Giancana en Santo Trafficante jr. woonden de bijeenkomst bij. De conferentie liep echter al snel uit de hand toen de staatspolitie de aanwezigheid van de vele maffiosi in de gaten kreeg. Verscheidene gangsters probeerden te vluchten. Uiteindelijk werden er zo'n 69 mensen, onder wie Bufalino, gearresteerd.

### Maffiabaas
De mislukte bijeenkomst was een enorme klap voor Barbara's reputatie binnen de georganiseerde misdaad van Amerika. Als een gevolg van de vernedering en vele media- en politieaandacht die met het fiasco gepaard gingen, ging Barbara in 1958 met pensioen. Daardoor werd Bufalino de nieuwe baas van de maffiafamilie van Noordoost-Pennsylvania.
In oktober 1963 getuigde de gangster Joe Valachi voor een commissie van de Senaat die de banden tussen de georganiseerde misdaad en de Teamstersvakbond onderzocht. Valachi, die een lid was van de New Yorkse familie Genovese, noemde Bufalino een van de belangrijkste maffiabazen in Amerika. De commissie omschreef Bufalino later als "een van de roekelooste en machtigste leiders van de maffia in de Verenigde Staten".
Onder leiding van Bufalino nam in de jaren 1960 en 1970 de macht en weelde van de maffiafamilie van Noordoost-Pennsylvania toe. De organisatie controleerde onder meer de kolenmijnen en de vrachtwagenvakbond in Pennsylvania. Daarnaast werden ook invloedrijke politici, onder wie Congreslid Daniel J. Flood, omgekocht. Verder had de organisatie een legaal aandeel in de vastgoedsector. Na de dood van Stefano Magaddino, hoofd van de misdaadorganisatie van Buffalo, breidde Bufalino in 1974 zijn territorium uit naar Upstate New York.

### Gevangenisstraffen
In 1978 werd Bufalino tot een gevangenisstraf van vier jaar veroordeeld wegens afpersing. Hij had een man bedreigd die 25.000 dollar moest betalen aan een diamantheler. De schuldenaar werd echter afgeluisterd door de politie, waarna hij in het Witness Protection Programme stapte en besloot om tegen Bufalino te getuigen. Na de veroordeling probeerde Bufalino ervoor te zorgen dat hij niet meer rechtstreeks aan misdaden gelinkt kon worden. Als een gevolg promoveerde hij zijn consigliere Eddie Sciandra als uitvoerend baas van de familie.
In de jaren 1980 richtten de federale politiediensten zich steeds meer op La Cosa nostra en werden er verscheidene maffiosi veroordeeld. Na zijn vrijlating werd ook Bufalino een doelwit van de politie. Hij werd gearresteerd wegens het beramen van een moord op de schuldenaar die in 1978 tegen hem had getuigd. Bufalino had voor zijn veroordeling ontdekt waar de getuige zich verscholen had. Hij stuurde de huurmoordenaar Jimmy Fratianno op de getuige af, maar Fratianno bleek een overheidsinformant te zijn. De huurmoordenaar getuigde tegen Bufalino die vervolgens tot een gevangenisstraf van tien jaar veroordeeld werd.
Omdat Bufalino opnieuw in de gevangenis belandde en zijn maffiafamilie in de gaten werd gehouden door de politie, nam de macht van zijn organisatie af. In 1989 werd de inmiddels hoogbejaarde en zieke maffiabaas opgevolgd door Billy D'Elia.

### Dood
Aan het einde van de jaren 1980 kwam Bufalino vrij. Tot aan zijn dood bleef hij een belangrijke rol spelen binnen La Cosa Nostra. Hij overleed in 1994 aan een hartinfarct.

## In populaire cultuur
- Russell Bufalino is een hoofdpersonage in de maffiafilm The Irishman (2019). Hij wordt in de film vertolkt door acteur Joe Pesci.